# Suzanne Jovet-Ast
Suzanne Jovet-Ast (París, 8 de febrero de 1914 - Biarritz, 22 de febrero de 2006) fue una botánica, brióloga francesa.Se casó con el naturalista Paul Jovet (1896-1991).

## Carrera
Asistió a la Facultad de Ciencias de París, donde obtuvo un doctorado en 1943 con la mención 'muy honorable'. Era doctora en Ciencias (Botánica), Poitiers, ingeniera en la CNRS (National Center of Scientific Research).
Dedicó su vida a la botánica y, sobre todo, a la briología. En 1941, se incorporó al Laboratorio de Criptógamas ([PC], Museo Nacional de Historia Natural, París) como "asistente", y en su carrera con el cargo de directora de este laboratorio (1975-1982). Trabajó extensamente como investigadora del Museo Nacional de Historia Natural de Francia, en París. 
Se retiró en 1982, pero continuó trabajando hasta su muerte. Se interesó en taxonomía y biogeografía, y era especialista en el género Riccia.

## Algunas publicaciones
- runo Löwenmo, paul Jovet, suzanne Jovet-Ast. 1958. Fleurs de jardin. Nouveaux guides du naturaliste, ISSN 1969-6892. Ed. Paul Jovet, S. Jovet-Ast & Fernand Nathan, 206 p.
- p. Jovet, valentine Allorge, suzanne Jovet-Ast. 1951. Une chênaie-buxaie de la vallée de la Bidassoa. Travaux du Laboratoire forestier de Toulouse 1, v. 5. Extraído del "Bull. de la Société d'histoire naturelle de Toulouse". T. 86, ed. Toulouse, Faculté des sciences , 1952) In-8°, 9-10 p. figure [D. L. 869-52] -IVc3-VIa-
- s. Jovet-Ast. 1952. Muscinées. Cryptogamia. Ed. Paris, Société d'édition d'enseignement supérieur (impr. de Jouve) In-8°, 99 p. fig. couv. il.
- ---------------. 1942. Recherches sur les anonacées d'Indochine. Mémoires du Muséum national et histoire naturelle XVI (3). Nueva serie. Ed. Paris, du Muséum (impr. de P. André) In-4° p. 125-308, fig.
- ---------------. 1938. Supplément à la flore générale de l'Indo-Chine Tome premier. Fasc. I Renonculacées, dilléniacées, magnoliacées, 1-144. Ed. París, Muséum d'histoire naturelle.

### Libros
- Hélène Bischler-Causse, s. robbert Gradstein, suzanne Jovet-Ast, david g. Long, noris salazar Allen. 2005. The Marchantiidae' (Flora Neotropica Monograph No. 97) Ed. New York Botanical Garden Pr Dept. 272 p. ISBN 978-0893274658 ISBN 0893274658
- chaia clara Heyn, ilana Herrnstadt, suzanne Jovet-Ast. 2004. The bryophyte flora of Israel and adjacent regions. Flora Palaestina. Ed. Israel Academy of Sciences and Humanities. 719 p. ISBN 9652081523
- alan Whitmore, suzanne Jovet-Ast. 1985. Les Riccia de la Region Mediterraneenne. AGRIS 7 (3): 287-425
- suzanne Jovet-Ast. 1985. La momie de Ramsès II: contribution scientifique à l'égyptologie. Les champignons. Ed. Recherche sur les civilisations, 38 p.
- ---------------. 1984. Travaux Bryologiques: En Hommage À Suzanne Jovet-Ast, Professeur Honoraire Au Muséum National D'histoire Naturelle, Paris, À L'occasion de Ses 70 Ans. Ed. Laboratoire de cryptogamie (Paris) 238 p.
- ---------------. 1979. Histoire de la chaire de Cryptogamie. Ed. Mus. natn. Hist. nat. 116 p.
- ---------------, helene Bischler. 1971. Les Hépatiques de Tunisie: Enumération, notes écologiques et biogéographiques, 125 p.
- ---------------. 1942. Recherches sur les Anonacées d'Indochine: anatomie foliaire : répartition géographique. Mémoires du Muséum national d'Histoire naturelle : Nouvelle série. Ed. du Muséum, 182 p.

## Reconocimientos
- 1984. Travaux bryologiques en hommage à Suzanne Jovet-Ast à l'occasion de ses 70 ans. Cryptogamie: Bryologie, lichénologie 5 (1-2), ISSN 0181-1576 con Suzanne Jovet Ast. Ed. Cryptogamie, Bryologie, Lichénologie, 238 p.

## Eponimia
- (Annonaceae) Miliusa astiana Chaowasku & Kessler[5]